# Lista (informática)
Em ciência da computação, uma lista ou sequência é uma estrutura de dados abstrata que implementa uma coleção ordenada de valores, onde o mesmo valor pode ocorrer mais de uma vez. Uma instância de uma lista é uma representação computacional do conceito matemático de uma sequência finita, que é, uma tupla. Cada instância de um valor na lista normalmente é chamado de um item, entrada ou elemento da lista. Se o mesmo valor ocorrer várias vezes, cada ocorrência é considerada um item distinto.

Uma estrutura de lista encadeada isoladamente, implementando uma lista com 3 elementos inteiros.

O nome lista também é usado para várias estruturas de dados concretas que podem ser usadas para implementar listas abstratas, especialmente listas encadeadas.
As chamadas estruturas de lista estática' permitem apenas a verificação e enumeração dos valores. Uma lista mutável ou dinâmica pode permitir que itens sejam inseridos, substituídos ou excluídos durante a existência da lista.
Muitas linguagens de programação fornecem suporte para tipos de dados lista e possuem sintaxe e semântica especial para listas e operações com listas. Uma lista pode frequentemente ser construída escrevendo-se itens em sequência, separados por vírgulas, ponto e vírgulas ou espaços, dentro de um par de delimitadores como parênteses '()', colchetes '[]', chaves '{}' ou chevrons '<>'. Algumas linguagens podem permitir que tipos lista sejam indexados ou cortados como os tipos vetor. Em linguagens de programação orientada a objetos, listas normalmente são fornecidas como instâncias ou subclasses de uma classe "lista" genérica. Tipos de dado lista são frequentemente implementados usando arrays ou listas encadeadas de algum tipo, mas outras estruturas de dados podem ser mais apropriadas para algumas aplicações. Em alguns contextos, como em programação Lisp, o termo lista pode se referir especificamente à lista encadeada em vez de um array.
É forma de organização através da enumeração de dados para melhor visualização da informação. Em informática, o conceito expande-se para uma estrutura de dados dinâmica, em oposição aos vetores, que são estruturas de dados estáticas. Assim, uma lista terá virtualmente infinitos elementos.
Numa lista encadeada existem dois campos. Um campo reservado para colocar o dado a ser armazenado e outro campo para apontar para o próximo elemento da lista. Normalmente a implementação é feita com ponteiros.
Existem vários tipos de implementação de listas como estruturas de dados:
- Listas duplamente ligadas
- Listas FIFO, ou filas (First In First Out - primeiro a entrar, primeiro a sair).
- Listas LIFO, ou pilhas (Last In First Out - último a entrar, primeiro a sair).

## Características
Listas possuem as seguintes características:
- Tamanho da lista significa o número de elementos presentes na lista. Listas encadeadas tem a vantagem de ter um tamanho variável, novos itens podem ser adicionados, o que aumentando seu tamanho.[1]
- Cada elemento numa lista possui um índice, um número que identifica cada elemento da lista. Usando o índice de um elemento da lista é possível buscá-lo ou removê-lo.[1]